# Mochlozetes asculpturatus
Mochlozetes asculpturatus är en kvalsterart som beskrevs av Sandór Mahunka 1985. Mochlozetes asculpturatus ingår i släktet Mochlozetes och familjen Mochlozetidae. Inga underarter finns listade i Catalogue of Life.